# Principat de Galítsia-Volínia
El Principat de Galítsia-Volínia (en antic rus occidental Галицко-Волинскоє Королѣвство, en ucraïnès Галицько-Волинське князівство, en rus Галицко-Волынское княжество, en polonès Ksistwo halicko-woyskie, en llatí Regnum Galiciae et Lodomeriae) conegut també en català com a Galítsia-Volínia o Rus de Hàlitx-Volodýmir pels especialistes de la història russa o ucraïnesa, és un estat que prové de l'esclat al segle xii de la Rus de Kíev en diversos principats, entre els quals hi havia Hàlitx i Volodímir, que seran units en un sol estat a finals del segle xii.
Fou l'Estat més poderós de Rutènia durant els segles xiii i xiv. La Galítsia-Volínia Occidental s'estenia entre els rius San i Wieprz, en el territori que ara és el sud-est de Polònia, mentre que els territoris més orientals ocupaven els Aiguamolls de Pinsk (a l'actual Belarús) i més amunt del Buh Meridional en la moderna Ucraïna. Durant aquell temps, el regne limitava amb la Rutènia Negra, el Gran Ducat de Lituània, el Principat de Turov i Pinsk, l'Horda d'Or, el Regne d'Hongria, el Regne de Polònia, Moldàvia i l'Estat de l'Orde Teutònic.

## Història
El Principat de Volínia pot haver sorgit ja a finals del segle x, amb Vsevolod, fill de Vladimir I de Kíevesmentat com a príncep de Volódímir, i el Principat de Galítsia es va formar entre 1124 i 1144 per la unificació dels principats de Zveníhorod, Przemyśl i Terebòvlia per part de Vladimirko Volodaróvitx, tots tres governats pels fills del príncep Rostislav de Tmutarakan.
El Principat de Galítsia-Volínia va ser fundat per Roman Mstislàvitx, príncep de Volínia de la Dinastia ruríkida, i englobà la Galítsia veïna a la fi del segle xii. Basant-se en els habitants de les ciutats, en els boiars sacrificats i en les bones relacions amb els ducs piasts, Roman Mstislàvitx construí un estat poderós. Signà un tractat de pau amb Hongria i establí relacions diplomàtiques amb l'Imperi Romà d'Orient. En 1205 Roman Mstislàvitx, conegut també com a Romà el Gran, llançà una ofensiva contra Polònia, però fou detingut pels exèrcits de Conrad I de Masòvia i de Leszek I el Blanc. Fou mort quan travessava el Vístula el 19 de juny de 1205, a la batalla de Zawichost.
La mort de Roman Mstislàvitx fou seguida d'un període convuls, del qual n'intentaren treure profit Hongria i Polònia, dues potències rivals. Andreu II d'Hongria s'autoproclamà rei de Galítsia-Volínia (en llatí rex Galiciae et Lodomeriae). En 1215, hongaresos i polonesos arribaren a un compromís en virtut del qual el principat havia de ser independent amb Colomà, fill del rei d'Hongria, com a sobirà, el qual s'hauria de casar amb Salomé, filla de Leszek I el Blanc. Aquest matrimoni va tenir lloc el 1219.
En 1221, el príncep Mstislav Mstislàvitx allibera la regió del domini hongarès, però serà Daniel de Galítsia, fill de Roman, qui reunificarà tot el sud-oest de Rutènia (Volínia, Hàlitx i Kíev). El 1221 Daniel restablí el seu regnat a Volínia, on els boiars i el poble havien romàs lleials a la dinastia. El 1230, Daniel va ser convidat a prendre el tron del principat de Galítzia per segona vegada i va derrotar les tropes hongareses que assetjaven la ciutat, tanmateix, els boiars van conspirar contra el príncep i van ajudar el príncep hongarès Andreu a reconquerir la ciutat el 1232. El 1234 Daniel derrotà Alexandre Vsévolodovitx i va prendre el ducat de Belz. La mort d'Andreu de Galítzia el 1234 va permetre la restauració de Daniel, que un cop al tron va ajudar Vladímir III de Kíev en la seva guerra amb Miquel de Txernígov. Daniel va devastar Txernígov, però fou derrotat per un exèrcit kiptxak en 1236 encapçalat per Iziaslav de Sevèria. Miquel es va establir a Galítzia mentre que Iziaslav va establir-se a Kíev. En 1245, esclafa els polonesos i els hongaresos a la batalla de Jarosław, però es veu obligat a reconèixer la sobirania feudal dels mongols de l'Horda d'Or, de la qual intentarà alliberar-se.
És coronat primer rei de Galítsia-Volínia en 1253. Durant el seu regnat, el seu regne coneix un desenvolupament puixant. Funda les ciutats de Chełm (1237), prop de Lublin i de Lviv (l'antiga Leopol) (1256). La immigració contribueix a un creixement demogràfic elevat. Es desenvolupen rutes comercials que connecten la mar Negra, Polònia, el Sacre Imperi Romanogermànic i la mar Bàltica. En el seu apogeu, el principat de Galítsia-Volínia engloba tot el sud-oest de Rutènia, amb la Rutènia Roja i la Rutènia Negra, i és senyor feudal dels voïvodats moldaus vassalls d'Onut, Străşineţ (actualment Storojynets), Baia, Neamț, Hansca i Bârlad.
Després de la mort de Daniel, els seus fills Švarnas i Lleó (Lev) el succeeixen. El país es divideix i els boiars ostenten el verdader poder. Després de la batalla del riu Irpín de 1321, Volínia va caure en mans de Lituània, incloent Kiev, que havia estat conquerida per Gediminas el 1323 després d'un setge d'un mes, posant fi al govern de Rurikides a la ciutat. De 1349 a 1352, Casimir III de Polònia i Gediminas, el gran duc de Lituània s'enfronten per apoderar-se del principat de Galítsia-Volínia. En 1352, Polònia i Lituània arriben a un acord sobre el repartiment de Galítsia-Volínia. Casimir III el Gran obté Galítsia (amb Lviv, Hàlitx, Chełm, Lutsk i Belz), Podíl·lia i una part de Volínia, i la resta de Volínia, incloent Kiev, i Podlàquia esdevenen lituanes, i els governants lituans van assumir llavors el títol sobre Rutenia. L'últim sobirà del principat de Galítsia-Volínia és Boleslas, futur Bolesław Jerzy de Mazovia, nebot de Lleó i fill de Trojden I. Aquest és enverinat en 1340. El país coneix llavors un nou període d'anarquia durant el qual Polònia i Hongria intenten prendre el control del país. Quant als voivodats moldaus, formen el principat independent de Moldàvia en 1359.
Després de la Unió de Lublin (1569), tots els antics territoris del principat de Galítsia-Volínia esdevenen polonesos. En 1772, l'emperadriu Maria Teresa I d'Àustria, que és també reina d'Hongria, justifica la participació d'Àustria als Repartiments de Polònia, pels drets d'Hongria sobre el Regnum Galiciae et Lodomeriae. Els territoris polonesos annexats per Àustria prenen el nom oficial de Galítsia i Lodomèria, encara que no es corresponguin del tot amb l'antiga Galítsia-Volínia.

## Llista de governants

### Dinastia Árpád
Aquests monarques van dur el títol de "Rei de Galítsia i Lodomèria, però aquest títol no significava que tinguessin plens poders sobre el territori.
- Andreu II d'Hongria (1189-1190). Rei de Galiciæ et Lodomeriæ
- Colomà d'Hongria fill d'Andreu II d'Hongria. També ostentà aquest títol entre 1215 i 1221
- Andreu d'Hongria (rei de Galítsia) Fill d'Andreu II d'Hongria. Ostentà el títol entre 1228 i 1234

### Dinastia ruríkida
Aquests monarques van governar de manera efectiva damunt el territori.
- Roman Mstislàvitx (1199-1205)
- Daniel de Galítsia (1238-1264)
- Lev I de Galítsia (1264-1301)
- Iuri I de Galítsia (1301-1308)
- Andriy de Galítsia
Lev II de Galítsia (1308-1323)

### Gediminas
- Liubartas (1340-1349). Últim governant del principat

### Dinastia Piast
- Iuri II (1323-1340)
- Casimir III de Polònia (1349-1370)
- Vladislav II d'Opole (1372-1378)

### Branca hongaresa d'Anjou
- Lluís I d'Hongria (1370-1382)
- Maria I d'Hongria (1382-1387)
- Eduvigis de Polònia (1387-1399)